# Phoenix 2772
Phoenix 2772 (яп. 火の鳥2772 愛のコスモゾーン хи но тори 2772 аи но косумодзо:н) — полнометражный аниме-фильм 1980 года режиссёра Таку Сугиямы, производства студии Tezuka Productions и Toho, мультфильм был снят по мотивам манги Hi no Tori. В России известен под названием «Жар-птица 2772, космозона любви». Был лауреатом премии Inkpot Award на Comic-Con в Сан-Диего в 1980 году и премии за анимацию на первом кинофестивале в Лас-Вегасе в 1980 году.

## Сюжет
Земля страдает от нехватки энергоресурсов, а унылая политическая обстановка заставляет всех людей, производимых компьютерами, выполнять определённые социальные роли, цвет глаз, определяющие звания своего будущего ребёнка. Годо — один из таких детей, курсант и воспитанный прекрасной роботом-служанкой по имени Ольга. Заметив его исключительные способности, Рок, кандидат в диктаторы на пост премьер-министра, чтобы выполнить свою программу и отправиться в дальний космос и захватить мистического Феникса, его кровь явно исцелит Землю. В конечном итоге это оказывается трудным для Годо по разным причинам, отчасти потому, что он любит всех живых существ и ненавидит его, обучаемого тому, что кажется безжалостным охотником. Он также должен оставить своего единственного друга Ольгу, для исключения. Самое главное, что он сбегает с Реной, дочерью Лорда Ита и невестой Рока, когда его рангу запрещено общаться с такой женщиной.
За запрет Годо лишён гражданство и отправляется в трудовой лагерь в Исландии, где добывается энергия из ядра Земли в попытке спасти мир, что приводит к ужасным последствиям. Будучи интернированным и разбитым сердцем из-за расставания с Реной, он встречает доктора Саруту, профессора, который хочет посоветовать молодому пилоту только тайно составить с ним план побега, найти самого Феникса и спасти Землю. Но борется с главой тюрьмы Блэк Джеком. В конце концов Годо спасают Ольга и Пинчо (зверёк Рэны, которое помогло потерянной Ольге), и они отправляются в космос.
Годо и его команда находят почти невозможным покорить Феникса, и он превращается во многие чудовищные формы и размеры, от драконов до щупальцевых пиявок. Узнав, что Рена вышла замуж за Рока, Годо был поражён страданиями и отталкивает успехи Ольги. Со всей командой, убитой Фениксом один за другим, и секрет её слабости, утраченный в последних словах Саруты, Феникс, наконец, уничтожает Ольгу, сжигая её до смерти, и Годо, наконец, сдаётся. Когда он усаживает Ольгу, осознавая, насколько он эгоистичен по отношению к своему единственному другу в мире, Феникс подчиняется силе любви и, таким образом, садится на корабль в форме нечто, похожее на нечто среднее между ангелом и павлином.
После воссоединения с Ольгой и предоставления райской планеты для жизни, он всё ещё испытывает тоску к умирающей Земле и намерен вернуться с овощами и ресурсами. Позже следует серия землетрясений, которые выравнивают весь мир и приводят к окончательному разрушению, Рэна умирает, пытаясь сбежать на корабле Годо, а Рок ослеплен лавой. Годо и Ольга проводят с умирающим его последние минуты и кажутся единственными выжившими.
Жар-птица открывает себя Годо через Ольгу и принимает его жертвенное стремление отдать жизнь ради возрождения Земли и её созданий. После того, как мрачная ночь сменяется звёздным рассветом и после смерти Годо, жертвы воскрешаются. Затем Ольга кладёт труп Годо на берег моря и освобождается от Феникса только для того, чтобы её собственное мёртвое тело превратилось в человека. Сам Годо снова превращается в новорождённого ребёнка, и новая человеческая Ольга принимает его за сына.

## Персонажи
- Кэйко Такэсита — Жар птица, мифическая птица
- Сиодзава, Канэто — Годо, пилот
- Кацуэ Мива — Ольга, робот-гиноид и прислуга Годо
- Икэда, Сюити — Рок, политический лидер и главный офицер по науке
- Фудзита, Тосико — Рина, дочь лорда Ита
- Такахаси, Кадзуэ — Пинчо, прислуга Рины
- Масато Ибу — Блэк Джек